# Classe Comandante João Belo
La classe Comandante João Belo, aussi connue sous le nom de classe João Belo, est une classe de quatre frégates d'origine française pratiquement identique à la classe Commandant Rivière, avec quelques équipements supplémentaires pour les climats tropicaux. Commandés par la Marine portugaise en 1964, les quatre bâtiments de cette classe furent construits à Nantes.

## Historique
Dans les années 1960, la marine portugaise était intéressée par l'acquisition de frégates britanniques de la classe Leander. Mais, en raison d'une opposition politique britannique vis-à-vis du Portugal (pourtant membre de la même alliance), cette acquisition s'est avérée impossible. En raison de l'urgence d'acquérir des bâtiments pour la défense de ses eaux africaines, macanaises et timoraises, le Portugal fut alors contraint d'acheter ailleurs des frégates d'un modèle déjà existant.
Remplacées par celles de la classe Bartolomeu Dias (de la classe néerlandaise Karel Doorman), les deux frégates de cette classe alors encore en service actif dans la marine portugaise ont été vendues en 2008 à la marine uruguayenne, les NRP Comandante João Belo et NRP Comandante Sacadura Cabral devenant respectivement ROU Uruguay et ROU Pedro Campbell.

### Comandante João Belo
En 2008, ce bâtiment a été vendu à la Marine nationale d'Uruguay ; et renommé dans sa marine Uruguay (marque de coque : ROU 01).

### Comandante Hermenegildo Capelo
Après avoir été retiré du service, le Capelo a été coulé en 2013 au large de l'Algarve pour y constituer un récif artificiel (programme "Ocean Revival").

### Comandante Roberto Ivens
Gravement endommagé lors d'une collision avec un pétrolier, à l'occasion d'un exercice de l'OTAN, le bâtiment a dû rejoindre sa base à la remorque. L'ampleur des dégâts occasionnés par l'accident au regard de son âge avancé a conduit à renoncer à le réparer et à le rayer en 1998 de la liste de l'activité. Dépouillé de ses équipements récupérables, il a été remorqué au large et coulé.

### Comandante Sacadura Cabral
En 2008, ce bâtiment a été vendu à la Marine nationale d'Uruguay ; et renommé Comandante Pedro Campbell (marque de coque : ROU 02).

## Unités
| Nom (NRP)                      | Marque de coque | Sur cale         | Lancement        | Service actif    | Fin de service (Portugal) |
| ------------------------------ | --------------- | ---------------- | ---------------- | ---------------- | ------------------------- |
| Comandante João Belo           | F480            | 6 septembre 1965 | 22 mars 1966     | 1er juillet 1967 | 2008                      |
| Comandante Hermenegildo Capelo | F481            | 13 mai 1966      | 29 novembre 1966 | 26 avril 1968    | 2004                      |
| Comandante Roberto Ivens       | F482            | 13 décembre 1966 | 11 août 1967     | 23 novembre 1968 | 1998                      |
| Comandante Sacadura Cabral     | F483            | 18 août 1967     | 15 mars 1968     | 25 juillet 1969  | 2008 Démantelé 2021       |